# Stentomten
Stentomten är en sammanhängande bebyggelse belägen på östra sidan av södra infarten till Sala (Västeråsleden, Länsväg 800), öster om Sala gruva i Sala kommun. Utöver själva byn Stentomten omfattar den även Löjtnantsberg och norra Ulricelund. 
Bebyggelsen har av SCB räknats som en del av tätorten Sala. Från och med 2015 räknades den dock istället som en separat småort. Sedan 2020 omfattade småorten även bebyggelse i gruvområdet på andra sidan Västeråsleden. Sedan 2023 räknas bebyggelsen i området åter igen som en del av tätorten Sala.